# شیکامارو نارا
شیکامارو نارا (به ژاپنی: 奈良 シカマル Nara Shikamaru) یک شخصیت خیالی در سری مانگا و انیمه ناروتو که توسط ماساشی کیشیموتو خلق شده‌است. شیکامارو با کد نینجای ۰۱۲۶۱۱ یکی از اعضای تیم ۱۰ به همراه اینو یاماناکا و چوجی آکیمیچی(بهترین دوست شیکامارو) که مربی آن‌ها آسوما ساروتوبی پسر هوکاگه سوم ساروتوبی هیروزن بود. شیکامارو به مانند یک آدم تنبل اما بسیار باهوش به تصویر کشیده می‌شد. ماساشی کیشیموتو نیز به دلیل اینکه او طبیعتاً بیخیال است، او را دوست دارد. شیکامارو قابلیت اجرای جوتسوی سایه را دارد اما فقط به مدت پنج دقیقه می‌تواند از آن استفاده کند. او قدرت رهبری و هوش بسیار بالایی دارد به طوری که ضریب هوشی او ۲۰۰ است، اما همه چیز برای او دردآور هست. به دلیل رفتار ریاست طلبانه مادرش، از دید شیکامارو تمام زن‌ها دردسر هستند. همچنین او استعداد رزم آرایی فوق العاده‌ای دارد و به بازی شوگی که شطرنج ژاپنی است علاقه دارد.

نمودار توانایی‌های شیکامارو در انواع جوتسو

اگرچه شیکامارو هیچ انگیزه‌ای ندارد، اما او می‌تواند بدون هیچ دردسری در تمام شرایط به راحتی فکر کند و این خصوصیت او را اطرافیانش تشخیص دادند که او می‌تواند رهبر بسیار خوبی باشد و لایق آن است که یک چونین بشود. به همین علت از بین یازده گنینی که وارد امتحان چونین شده بودند، شیکامارو تنها نفری بود که توانست در اولین بار چونین شود. شیکامارو بعضی مواقع با تماری دیده می‌شود که ممکن است نشانه این باشد که به او علاقه دارد، از این نشانه‌ها می‌توان به قسمت ۱۲۵ و ۱۳۵ اشاره کرد.